# Украина (автодорога)
Федеральная автомобильная дорога М-3 «Украина» (разг. Киевское шоссе) — автомобильная дорога федерального значения Москва — Калуга — Брянск — государственная граница с Украиной (МАПП «Троебортное»). Составная часть европейского маршрута E 101. Протяжённость — 509 километров.

## История
Строительство дороги запланировано постановлением Совнаркома СССР 1934 года как одной из первых в Советском Союзе автомагистралей. Окончательно сдана в эксплуатацию в 1976 году. Маршрут Москва — Брянск — Копти в советское время до середины 1980-х годов имел номер 2.

## Маршрут
Федеральная автодорога М-3 начинается на пересечении Ленинского проспекта и МКАД, далее проходит в юго-западном направлении по территории Новомосковского административного округа Москвы, проходит южнее района Солнцево города Москвы и аэропорта Внуково, далее по территории Троицкого административного округа Москвы, до Крёкшина, потом по Наро-Фоминскому району Московской области (участок Крёкшино — Селятино), далее снова по территории г. Москвы (участок Селятино — Киевский) и снова по территории Наро-Фоминского района Московской области, по южной окраине города Наро-Фоминска. До пересечения с А107 представляет собой современную скоростную дорогу с развязками, надземными пешеходными переходами, разделительной полосой и 4-5 полосами движения в каждую сторону. После 33-го километра дорога сужается до трёх полос в каждом направлении. В Селятине дорога сужается до двух полос в каждом направлении.
Затем дорога идёт по территории Калужской области, пересекая в Балабанове автодорогу А108, сразу после Обнинска имеет пересечение с А130, проходит мимо Калуги на расстоянии 16 километров к западу от города, расширяется до 2 полос в каждую сторону через несколько километров после пересечения с Р93. 
После Калуги продолжается на юго-запад, минуя Бабынино, Сухиничи и Жиздру, далее идёт по территории Брянской области в южном направлении, пролегая на расстоянии 10 километров к востоку от Брянска и пересекаясь с автодорогой Р120. Обойдя Брянск, трасса идёт на юг в обход Навли, Локотя и Севска, далее проходит несколько километров по территории Курской области. В районе Хомутовки круто поворачивает на юго-запад в районе примыкания старой трассы Москва — Орёл — Киев и подходит к государственной границе с Украиной (МАПП «Троебортное»). По территории Украины продолжается как автострада M-02 в направлении Киева.

## Особенности трассы
На бесплатных участках трассы установлена разрешённая скорость 90 км/ч, за исключением случаев населённых пунктов и других ограничений, на платных разрешённая скорость 110 км/ч. При выезде с МКАД в область установлен безымянный знак «Конец населённого пункта», а в январе 2013 г. при выезде из Новой Москвы, на 66-м км., поворот на Бекасово-2, знак «Конец населённого пункта «Москва» заменён с белого на синий. Таким образом, на присоединённой территории ограничение скорости 60 км/ч действует только при въезде в Рассудово и Киевский.
- На протяжении от Москвы до Обнинска дорога четырежды пересекает населённые пункты со снижением скорости до 60 км/ч.
- От поворота на Калугу до посёлка Погребы Брянской области встречаются локальные ограничения до 70 км/ч перед опасными поворотами.
- При проезде через посёлок Погребы установлено ограничение скорости 60 км/ч. Далее до границы России с Украиной встречаются локальные ограничения до 70 км/ч перед опасными поворотами.

От Калуги до границы России и Украины дорога имеет множество спусков и подъёмов, где обгон запрещён. Разметка продублирована знаками.
В сентябре 2016 года на 170-м километре автодороги в Калужской области был открыт первый в России экодук — крупный мост через дорогу, по которому трассу смогут безопасно переходить животные. Близ сооружения находится место, где обзаводятся потомством лоси, а также водится множество косуль, зайцев, лис и кабанов.
С 20 марта 2017 года проезд по трассе в Калужской области стал платным. Плата введена для четырёх видов транспорта на двух участках федеральной трассы: со 124-го по 150-й км и со 150-го по 173-й км.
21 декабря 2017 года после завершения масштабной реконструкции стал платным участок со 173-го по 194-й км.

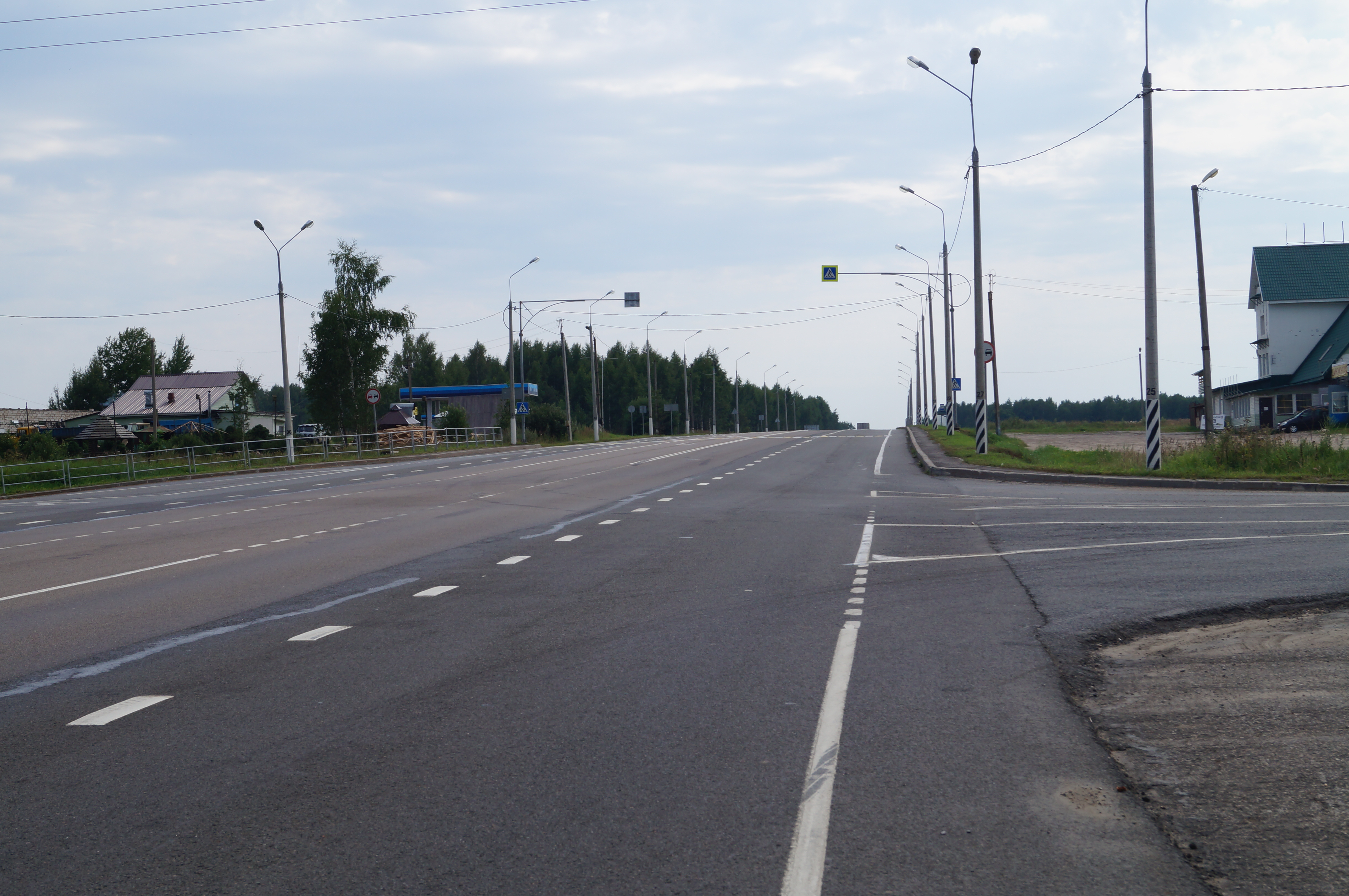
Киевское шоссе, поворот на Думиничи
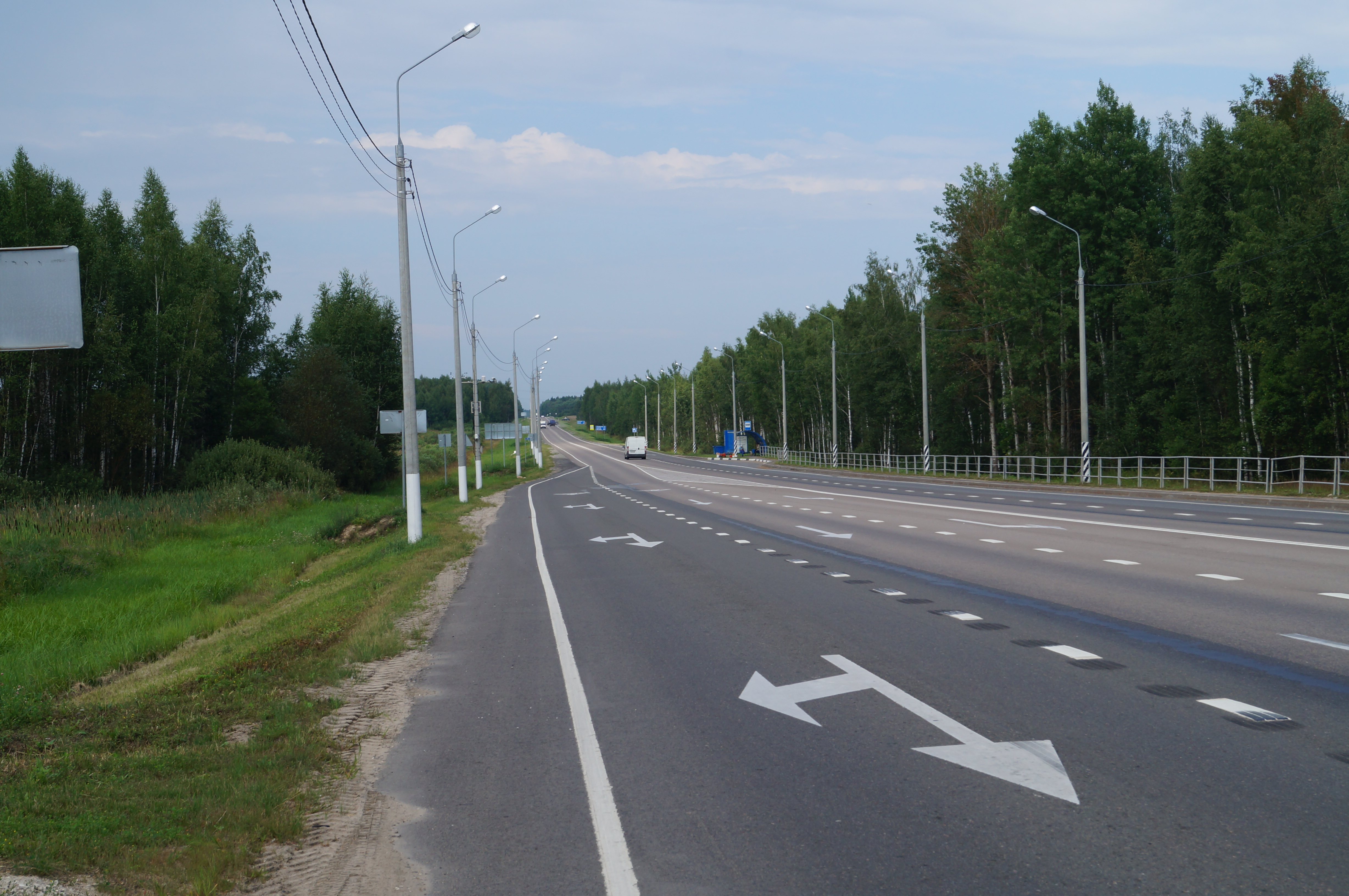
Автодорога М-3 в районе 270-го км
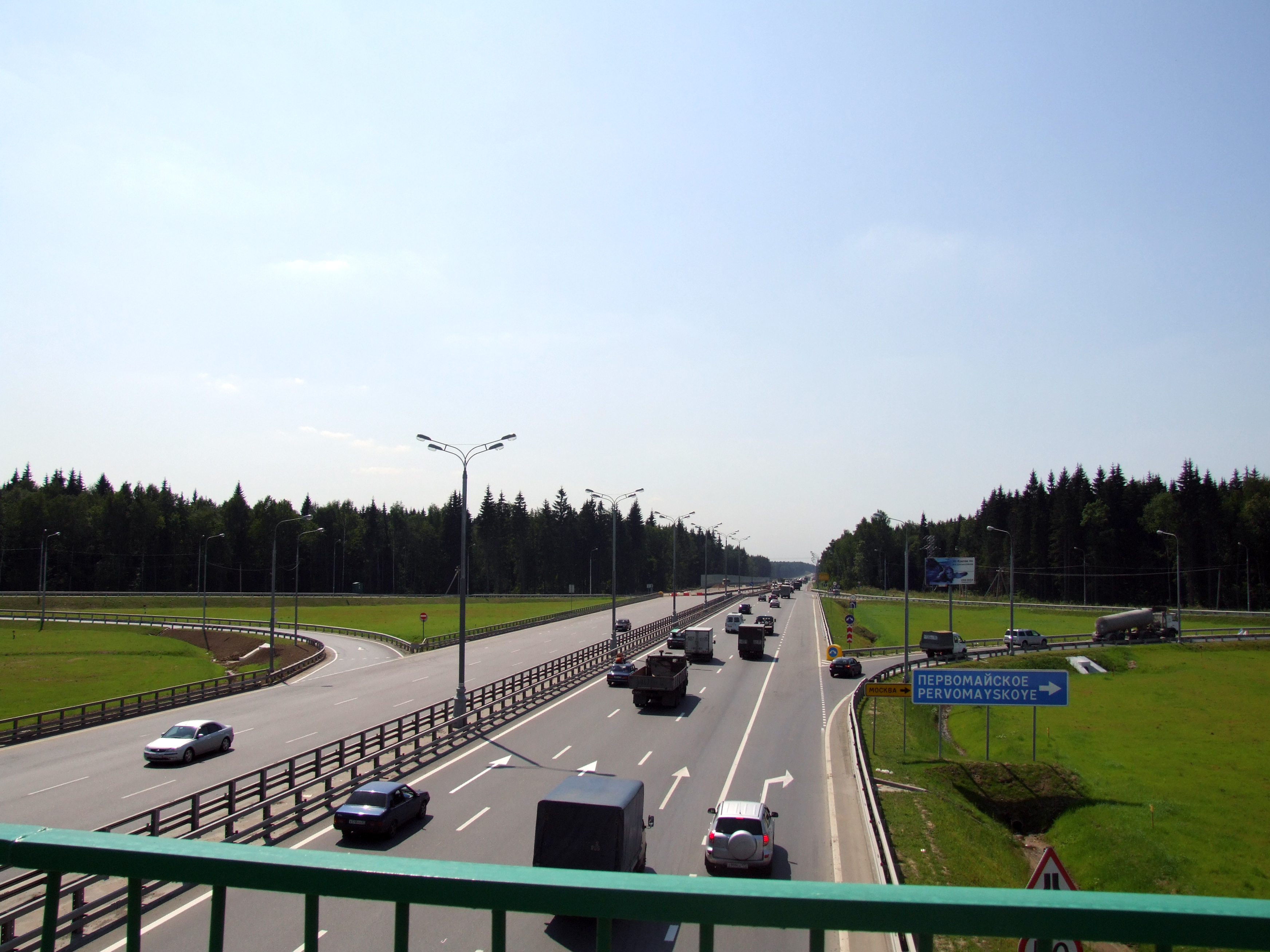
Вид на автодорогу М-3 в сторону Апрелевки с эстакады «Первомайское — Крёкшино»

## Текущее состояние
С 2014 по 2017 годы реконструировалась трасса в Калужской области с переводом на платную основу. Ведётся реконструкция с 51-го по 65-й км с расширением до 6 полос, с 65-го по 124-й км со строительством развязок с эксплуатацией на платной основе.
От МКАД до Внукова (31-й км) трасса 8-полосная с разделителем, далее до А107/А113 (51-й км) 6 полос, далее до Рассудова (67-й км) 4 полосы с разделителем, затем до А-108 км 4 полосы без разделителя, далее до 124-го км 4 полосы с разделителем, пешеходными переходами и с левыми поворотами. С 124-го по 194-й км 4 полосы, дорога платная, ограничение скорости 110 км/ч. С 194-го км и до границы с Украиной следует 2 полосы.
Разделительное ограждение заканчивается в Рассудове (58-й км). Трасса имеет освещение на всём протяжении от МКАД до Рассудова, далее от Киевского до поворота на платф. Зосимова Пустынь, а также с 124-го по 194-й км. От Обнинска, с 124-го до 194-й км, до развязки «Сады — Спорное» дорога отремонтирована с хорошим покрытием, с отбойниками, разделительным ограждением, освещением и бессветофорным движением, построены разноуровневые развязки и первый в России экодук. Далее до границы Брянской области дорога имеет по одной полосе в каждую сторону и находится в хорошем состоянии, отремонтирована в 2015 г.. От границы Брянской области до пересечения с автодорогой Р120 трасса также отремонтирована. Имеет хорошее покрытие, чёткую дорожную разметку.
За Брянском ранее были опасны участки от поворота в посёлок Синезерки до поворота в Навлю, от путепровода с железной дороги Брянск — Льгов до поворота в посёлок Локоть. Местами имелись трещины в дорожном полотне шириной до 20 см и глубиной 15-20 см. От поворота в Севск до многостороннего пограничного пункта пропуска «Троебортное» дорога находится в хорошем состоянии.
В настоящее время дорога на всей территории Брянской области капитально отремонтирована, последние участки отремонтированы в 2015 году, и находится в хорошем состоянии.